# Henna Raita
Henna Raita (Lahti, 24 gennaio 1975) è un'ex sciatrice alpina finlandese.

## Biografia
La Raita fece il suo esordio nel Circo bianco ai Mondiali juniores di Maribor 1992, ottenendo come miglior risultato il 38º posto nello slalom gigante. In Coppa Europa nella stagione 1997-1998 conquistò il primo successo, nonché primo podio, il 14 gennaio sulle nevi di Falcade in slalom speciale, e vinse la classifica della stessa specialità. Esordì ai Campionati mondiali a Sestriere 1997 in slalom speciale e in Coppa del Mondo il 20 dicembre 1997 a Val-d'Isère nella medesima specialità, in entrambi i casi senza concludere la gara; anche ai XVIII Giochi olimpici invernali di Nagano 1998, suo debutto olimpico, non concluse né lo slalom gigante né lo slalom speciale.
Il 20 febbraio 2000 ottenne a Åre in slalom speciale il miglior piazzamento in Coppa del Mondo (6ª). Nel 2001 partecipò ai Mondiali di Sankt Anton am Arlberg piazzandosi 11ª nello slalom speciale e non completando lo slalom gigante; quell'anno in Coppa Europa vinse nuovamente la classifica di slalom speciale, classificandosi inoltre 4ª in quella generale. L'anno seguente bissò il suo miglior piazzamento in Coppa del Mondo (6ª nello slalom speciale di Saalbach-Hinterglemm del 13 gennaio) e ai XIX Giochi olimpici invernali di Salt Lake City 2002 concluse 8ª nello slalom speciale e non portò a termine lo slalom gigante.
Nel 2003 ai Mondiali di Sankt Moritz fu 22ª nello slalom speciale; nel 2005 conquistò l'ultima vittoria in Coppa Europa, l'8 febbraio a Rogla in slalom speciale, e prese parte ai Mondiali di Bormio/Santa Caterina Valfurva, suo congedo iridato, classificandosi 11ª nello slalom speciale. Il 18 dicembre 2005 salì per l'ultima volta sul podio in Coppa Europa, a Sankt Sebastian in slalom speciale (3ª), e ai successivi XX Giochi olimpici invernali di Torino 2006, sua ultima presenza olimpica, ottenne il 20º posto nello slalom speciale. Si ritirò al termine di quella stessa stagione 2005-2006; la sua ultima gara in Coppa del Mondo fu lo slalom speciale di Åre del 17 marzo, dove fu 15ª, e la sua ultima gara in carriera fu lo slalom speciale dei Campionati finlandesi 2006, disputato il 9 aprile a Kuusamo e vinto dalla Raita.

## Palmarès

### Coppa del Mondo
- Miglior piazzamento in classifica generale: 42ª nel 2001

### Coppa Europa
- Miglior piazzamento in classifica generale: 4ª nel 2001
- Vincitrice della classifica di slalom speciale nel 1998 e nel 2001
- 25 podi (dati parziali, dalla stagione 1994-1995):
  - 12 vittorie
  - 6 secondi posti
  - 7 terzi posti

#### Coppa Europa - vittorie
| Data             | Località     | Paese    | Specialità |
| ---------------- | ------------ | -------- | ---------- |
| 14 gennaio 1998  | Falcade      | Italia   | SL         |
| 15 gennaio 1998  | Falcade      | Italia   | SL         |
| 26 gennaio 1998  | Rogla        | Slovenia | SL         |
| 29 gennaio 1998  | Falcade      | Italia   | SL         |
| 15 gennaio 2000  | Krieglach    | Austria  | SL         |
| 7 febbraio 2000  | Sonthofen    | Germania | SL         |
| 15 marzo 2000    | See          | Austria  | SL         |
| 5 dicembre 2000  | Bardonecchia | Italia   | SL         |
| 24 febbraio 2002 | Rogla        | Slovenia | SL         |
| 16 gennaio 2003  | Adelboden    | Svizzera | SL         |
| 3 dicembre 2004  | Åre          | Svezia   | SL         |
| 8 febbraio 2005  | Rogla        | Slovenia | SL         |

Legenda:

SL = slalom speciale

### Campionati finlandesi
- 12 medaglie (dati parziali, dalla stagione 1994-1995):
  - 3 ori (slalom gigante, slalom speciale nel 2002; slalom speciale nel 2006)
  - 5 argenti (slalom gigante, slalom speciale nel 1996; slalom speciale nel 2000; slalom gigante nel 2001; slalom speciale nel 2004)
  - 4 bronzi (supergigante nel 1996; slalom speciale nel 1998; slalom gigante, slalom speciale nel 2005)